# Komala
Komala (właściwie Organizacja Rewolucyjnych Pracowników Irańskiego Kurdystanu – kurd. كۆمه‌ڵه‌ی شۆڕشگێڕی زه‌حمه‌تكێشانی كوردستانی ئێران, rom. Komełey Şorrişgêrrî Zehmetkêşanî Kurdistanî Êran) – kurdyjska partia polityczna w Iranie.

## Historia

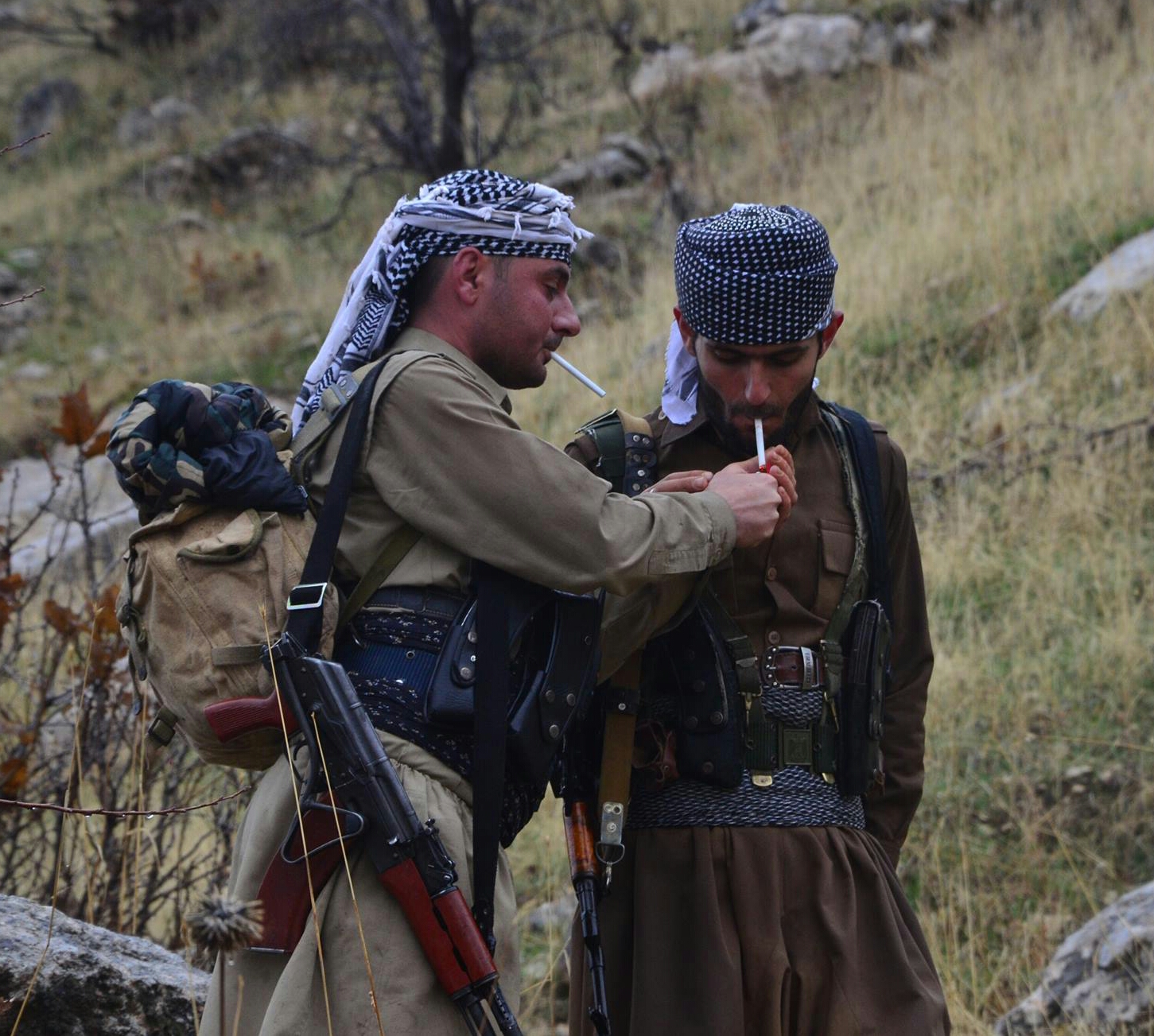
Partyzanci w 2014 roku

Powstała w 1969 roku. Od 1979 roku prowadzi z irańskim rządem wojnę partyzancką. Bazy partyzantki znajdują się w sąsiednim Iraku.
W 1983 roku jej członkowie współtworzyli Komunistyczną Partię Iranu. 
W listopadzie 2010 roku irańskie służby aresztowały czterech członków partii, którzy mieli rzekomo dokonać w Iranie pięciu zabójstw na zlecenie. Zabójstwa zlecić miał przebywający w Wielkiej Brytanii lider partii Dżalil Fattahi.
W 2012 roku podpisała sojusz z Demokratyczną Partią Kurdystanu Irańskiego.

## Ideologia
Jest organizacją marksistowsko-leninowską i maoistowską.

## Jako organizacja terrorystyczna
Rząd Iranu klasyfikuje partię jako ugrupowanie terrorystyczne.